# Годеман, Вернер
Вернер Годеман (нем. Werner Godemann; 25 марта 1924, Затов — 28 ноября 2010, Лейпциг) — немецкий актёр.

## Биография

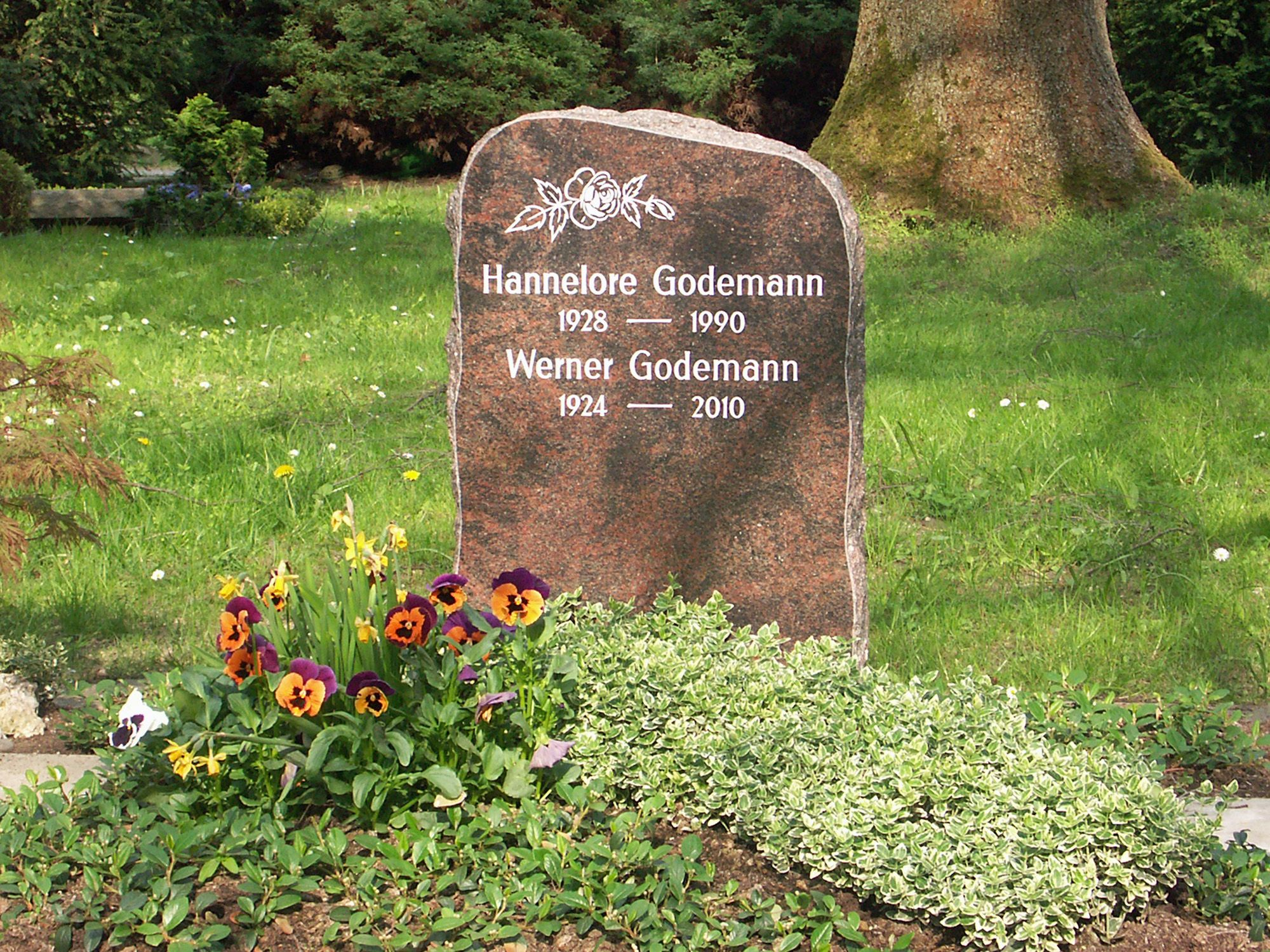
Могила Годемана на южном кладбище Лейпцига

Вернер Годеманн родился в Затове, земля Мекленбург, затем переехал с семьей в Берлин, где научился рисовать. После войны работал на верфи в Ростоке и переехал в Гюстров, чтобы выучиться на актёра. У него были ангажементы в Луккенвальде, Потсдаме, Нойштрелице и Айзенахе, пока не стал постоянным участником ансамбля, а с 1995 года — почетным членом Муниципального театра в Лейпциге. На одной из таких выездных работ познакомился со своей будущей женой Ханнелорой Бреннер (1928—1990) — субреткой театра Нойштрелиц, они стали родителями троих сыновей. Начиная с 1970-х годов начал появлялся в многочисленных характерных ролях в фильмах и комедиях.
С 1967 по 1990 год работал в телевизионном театре Галле в Морицбурге. В своем судебном шоу « От дела к делу» (1989) он играл председателя во всех девяти эпизодах. До этого у него были главные роли в таких постановках, как «Drei Fastnachtspiele» Ганса Сакса (1967), «Диалог им Крэнкенциммер» (190), «Волшебный мир» (1977) и «Цваймаль Катарина» (1978).
В 1986 году сыграл Иоганна Себастьяна Баха в фильме Алескандра Прошкина «Михайло Ломоносов».
Его сыновья и их семьи, бывшие коллеги-актеры из лейпцигского ансамбля и друзья попрощались с ним на южном кладбище Лейпцига снежным утром 21 декабря 2010 года. 4 декабря Leipziger Volkszeitung посвятила ему некролог.